# Gloomy Sunday
Gloomy Sunday (Hongaars: Szomorú Vasárnap), ook wel bekend als het Hongaarse zelfmoordlied, is een lied uit 1933 geschreven en gecomponeerd door de Hongaarse pianist Rezső Seress.
De sombere tekst en melodie van het lied zou de aanleiding geweest zijn voor vele honderden zelfmoorden, maar dat is waarschijnlijk een verzonnen verhaal. Wel waar is dat Seress zelf in 1968 een einde maakte aan zijn leven door van een flat te springen. Van de Hongaarse tekst is een alternatieve versie, geschreven door de dichter László Jávor.
Het nummer vond al snel zijn weg naar de Verenigde Staten, waar het in de jaren van de Grote Depressie populair werd. Het is door veel jazzartiesten uitgevoerd, onder anderen door Billie Holiday en Louis Armstrong. Maar er zijn ook meer moderne versies, zoals die van Sinéad O'Connor, Diamanda Galás, Venetian Snares, Heather Nova en Björk. De bekendste Engelse tekst is van de hand van Sam M. Lewis, naast een minder gebruikte versie door Desmond Carter.
Het lied is ook het uitgangspunt voor de Duits-Hongaarse film Ein Lied von Liebe und Tod (1999).